# Psychomyia birushka
Psychomyia birushka är en nattsländeart som beskrevs av Arefina och Levanidova 1996. Psychomyia birushka ingår i släktet Psychomyia och familjen tunnelnattsländor. Inga underarter finns listade i Catalogue of Life.